# Regulacyjna teoria temperamentu
Regulacyjna teoria temperamentu, RTT to koncepcja temperamentu autorstwa polskiego psychologa Jana Strelaua, stanowiąca kontynuację badań Pawłowa nad temperamentem. 
W koncepcji tej temperament jest pojęciem dwuwymiarowym – na poziomie energetycznym i czasowym. Na poziomie energetycznym temperament charakteryzują cztery cechy: aktywność, reaktywność, wrażliwość sensoryczna oraz wytrzymałość.
- Aktywność (AK), w teorii Strelaua, jest rozumiana jako tendencja do zachowań o wysokiej wartości stymulacyjnej (dostarczających wysokiej stymulacji zewnętrznej).
- Reaktywność emocjonalna (RE) to tendencja do intensywnego reagowania na bodźce, wywołujące emocje, czyli wrażliwość (↑ RE) lub odporność (↓ RE) emocjonalna. Poziom reaktywności warunkuje styl działania jednostki, czyli typowy sposób wykonywania czynności.
- Wrażliwość sensoryczna (WS) to zdolność reagowania na bodźce o niskiej wartości sensorycznej
- Wytrzymałość (WT)  to zdolność adekwatnego reagowania na bodźce długotrwałe lub silnie stymulujące

Pojęcia te wywodzą się z pojęcia siły procesu pobudzenia Pawłowa. 
W wymiarze czasowym temperament można opisać następującymi cechami:
- żwawość (ŻW) to tendencja do szybkiego reagowania, utrzymywania wysokiego tempa aktywności oraz łatwej zmiany reakcji,
- perseweratywność (PE) to tendencja do kontynuowania zachowań po zaprzestaniu stymulacji.

## Style działania
Strelau wyróżnił dwa style działania:
- Wspomagający – taki styl charakteryzuje osoby wysokoreaktywne; przeważają u nich czynności pomocnicze nad zasadniczymi, przy wysokiej stymulacji spada ich efektywność działania, preferują zachowania o niskiej wartości stymulacyjnej, a w sytuacjach szczególnej mobilizacji organizmu ponoszą wysokie koszty psychofizyczne.
- Prostolinijny – to styl charakteryzujący osoby niskoreaktywne; u których występuje równowaga czynności zasadniczych i pomocniczych (bądź przewaga tych pierwszych), efektywność działania takich osób spada przy niskiej stymulacji; przy pozbawieniu możliwości podwyższenia poziomu stymulacji, preferują zatem zachowania o wysokiej wartości stymulacyjnej.